# Gnaphosa atramentaria
Gnaphosa atramentaria är en spindelart som beskrevs av Simon 1878. Gnaphosa atramentaria ingår i släktet Gnaphosa och familjen plattbuksspindlar.
Artens utbredningsområde är Frankrike. Inga underarter finns listade i Catalogue of Life.